# 姫路市立前之庄小学校
姫路市立前之庄小学校（ひめじしりつ まえのしょうしょうがっこう）は、兵庫県姫路市夢前町前之庄にある公立小学校。

## 沿革
公式サイト「沿革史」による。
- 1875年（明治8年）4月 - 開校。
- 1882年（明治15年）10月 - 飾西郡第1番学区本校として、夢前小学校と改称。豊岡に支校を設置。
- 1884年（明治17年）10月 - 莇野に分校を置く（現・姫路市立莇野小学校）。
- 1887年（明治20年）4月 - 飾西郡第3番学区夢前簡易小学校と改称。新庄に第2番学区新庄簡易小学校を設置。
- 1891年（明治24年）10月 - 新庄簡易小学校を統合し、夢前尋常小学校と改称。
- 1898年（明治31年）6月 - 立延村前に新校舎が竣工し、移転。
- 1899年（明治32年）6月 - 新庄分教場を中林徳善寺に設置。
- 1900年（明治33年）5月 - 前之庄尋常小学校と校名改称。
- 1903年（明治36年）3月 - 新庄分教場を廃止。
- 1908年（明治41年）4月 - 鹿谷高等小学校と合併し、校名を前之庄尋常高等小学校と改称。
- 1909年（明治42年）4月 - 本校に前之庄技芸女学校を併設。
- 1912年（明治45年） - 校歌制定。
- 1923年（大正12年） - 校歌改定。
- 1935年（昭和10年） - 校章制定。校歌再改定。
- 1941年（昭和16年）4月1日 - 前之庄国民学校と改称。
- 1947年（昭和22年）4月1日 - 鹿谷村立前之庄小学校と改称。
- 1951年（昭和26年）4月 - 校舎改築。
- 1955年（昭和30年）7月1日 - 飾磨郡鹿谷村が同郡置塩村・菅野村と合併、町制施行したのに伴い、夢前町立前之庄小学校と改称。
- 1965年（昭和40年） - 校歌再々改定（作詞:高田正太郎、作曲:秋月直胤）
- 2006年（平成18年）3月27日 - 飾磨郡夢前町が姫路市へ編入されたのに伴い、姫路市立前之庄小学校と改称。
- 2010年（平成22年）4月 - 姫路市立山之内小学校を統合。

前之庄校区は少子化の影響が著しく、姫路市教育委員会は本校を「統合を進める必要がある」として早ければ2028年度にも姫路市立置塩小学校・姫路市立古知小学校・姫路市立置塩中学校・姫路市立鹿谷中学校との統合による義務教育学校の設立（校地は前之庄小・鹿谷中を使用）を目指す方針を明らかにした。

## 通学区域
現行では、姫路市夢前町のうち前之庄（古知小学校校区を除く）、新庄、神種、高長（558番-613番）、山之内。全域で姫路市立鹿谷中学校の通学区域となる。

## 周辺
当校の位置する前之庄は、旧夢前町の行政の中心であった。
- 姫路市役所夢前事務所（旧・夢前町役場）
- 姫路市立鹿谷中学校 - 隣接地に所在
- 兵庫県立夢前高等学校
- 夢前郵便局
- 兵庫県道67号姫路神河線
- 夢前川

## 著名な出身者
- 長岡千里 - ボブスレー選手

## アクセス
- JR姫路駅より神姫バス前之庄・山之内方面行に乗車、「松ノ本北」バス停で下車し西へ500メートル[4]

## 通学区域が隣接している学校
- 姫路市立安富北小学校
- 姫路市立莇野小学校
- 姫路市立古知小学校
- 姫路市立中寺小学校
- 福崎町立高岡小学校
- 市川町立甘地小学校
- 市川町立鶴居小学校
- 神河町立寺前小学校
- 宍粟市立はりま一宮小学校